# آنتونیو کروچه
آنتونیو کروچه (انگلیسی: Antonio Croce؛ زادهٔ ۹ ژوئن ۱۹۸۶) بازیکن فوتبال اهل ایتالیا است.
از باشگاه‌هایی که در آن بازی کرده‌است می‌توان به باشگاه فوتبال پادوا، باشگاه فوتبال اینتر میلان، و باشگاه فوتبال مسینا اشاره کرد.